# Jean-Philippe Rykiel
Jean-Philippe Rykiel est un compositeur français, arrangeur et musicien, initialement pianiste. Fils de la styliste Sonia Rykiel, il est né prématuré et devenu aveugle à la suite de son séjour en couveuse.

## Biographie
Il étudie au lycée Victor-Duruy.
Jean-Philippe Rykiel commence sa carrière grâce à ses duos aux synthétiseurs avec Tim Blake au cours de la Crystal Machine, projet audio-visuel né à la fin des années 1970, et basé sur des shows mêlant musique et jeux de lumière et laser, en France et au Japon. 
Plus tard, il passa beaucoup de temps en collaborant avec divers musiciens, notamment le chanteur malien Salif Keïta, le moine tibétain Lama Gyourmé ainsi que le chanteur sénégalais Youssou N'Dour et Brigitte Fontaine ("Le Nougat").
En 1992, il compose et dirige la musique du film Les Pierres bleues du désert, réalisé par Nabil Ayouch.
Jean-Philippe Rykiel et Tim Blake se réunissent pour la Crystal Machine au Gong Unconvention Festival d'Amsterdam en 2006.
En 2021 il participe au festival Rio Loco aux côtés du groupe Kanazoé Orkestra.

## Discographie

### Solo
- 1982 Jean-Philippe Rykiel - (Musiza/Ariola)
- 1991 Nunc Music (Quiet Days In Tokyo) - Takdisc/WMD
- 2003 Under The Tree (Last Call)
- 2012 Inner Spaces

### Collaborations
- 1994 Songs of awakening / Roads of blessings (The Lama's Chant) (w/Lama Gyourmé) - (Last Call/Narada/Takticmusic)
- 1996 Souhaits Pour L'Eveil (The Lama's Chant) (w/Lama Gyourmé) - (Last Call/Sony)
- 2000 Rain Of Blessings: Vajra Chants (w/Lama Gyourmé) - (Real World)
- 2010 Tinkiso (w/Mory Djely Kouyaté) - (celluloïd (label))
- 2018 Kangaba Paris (w/Lansiné Kouyaté) - Silène Records (Buda Musique)

- Coup de Cœur Musiques du Monde 2019 de l'Académie Charles-Cros le mercredi 20 mars 2019 à Portes-lès-Valence, dans le cadre du Festival « Aah ! Les Déferlantes ! ».

### Participations
- 1977 Vous Et Nous - Brigitte Fontaine
- 1978 New Jerusalem - Tim Blake
- 1979 Open - Steve Hillage - (Virgin)
- 1981 Friends Of Mr. Cairo - Jon & Vangelis - (Polydor)
- 1983 Catherine Lara - Catherine Lara - (Tréma)
- 1984 En Concert - Catherine Lara - (Tréma)
- 1985 Apartheid - Xalam - (Melodie)
- 1985 Nelson Mandela - Youssou N'Dour - (EMI)
- 1986 Power Spot - Jon Hassell - (ECM)
- 1987 Faton-Bloom - F.Cahen/D.Malherbe - (Cryonic)
- 1987 Soro - Salif Keita - (EMI)
- 1987 Xarit - Xalam - (BMG)
- 1988 I'm Your Man - Leonard Cohen - (Sony)
- 1988 Surgeon Of The Nightsky - Jon Hassell - (Intuition)
- 1989 Domba - Ousemane Kouyaté - (Sterns)
- 1989 Fetish - Didier Malherbe - (Mantra)
- 1990 French Corazon - Brigitte Fontaine - (EMI)
- 1992 Eyes Open - Youssou N'Dour - (Sony)
- 1993 Les Romantiques - Catherine Lara - (Tréma)
- 1993 Zef - Didier Malherbe - (Tangram)
- 1994 Soro - - Salif Keita - (Island)
- 1994 Wommat - Youssou N'Dour - (Sony)
- 1995 Emotion - Papa Wemba - (Real World)
- 1995 Folon - Salif Keita - (Island)
- 1996 Kaoutal - Kaoutal - (Sony)
- 1996 Mansa - Super Rail Band - (Label Bleu)
- 1996 Vago - Marcel Loeffler - (Tam Tam)
- 1996 Wapi Yo - - Lokua Kanza - (BMG)
- 1997 Contes D'Afrique De L'Ouest - Mamadou Diallo - (CKT)
- 1998 Castlesmadeofsand - Alexkid - (F-Communications)
- 1998 Paradis Païen - Jacques Higelin (Tôt ou tard/Warner)
- 1999 Papa - Salif Keita - (Island)
- 2000 Joko - Youssou N'Dour - (Sony)
- 2001 Bienvenida - Alexkid (F-Communications)
- 2001 Kekeland - Brigitte Fontaine (Virgin)
- 2001 WhatIdidOnMyHolidays - Alexkid (F-Communications)
- 2002 Nothing's In Vain - Youssou N'Dour (Nonesuch/Warner)
- 2002 Samba Alla - Diogal (Celluloid/Melodie)
- 2002 Wati - Amadou & Mariam (Universal Music Jazz)
- 2003 Mint - Alexkid - (F-Communications)

## Pour approfondir